# Valle del Esgueva
El Valle del Esgueva es una comarca por la que transcurre el río Esgueva e incluye territorios de la provincia de Burgos, provincia de Palencia y de la provincia de Valladolid. En la provincia de Burgos, el Valle del Esgueva es una subcomarca de la Ribera del Duero que es atravesada por el río Esgueva. En la provincia de Valladolid, también se conoce como Páramos del Esgueva.

## Localidades del Valle del Esgueva

### Valle del Esgueva en la provincia de Burgos
En la provincia de Burgos: Espinosa de Cervera, Valdeande, Santa María del Mercadillo, Pinilla Trasmonte, Bahabón de Esgueva, Santibáñez de Esgueva, Cabañes de Esgueva, Pinillos de Esgueva, Terradillos de Esgueva, Villatuelda, Torresandino, Villovela de Esgueva y Tórtoles de Esgueva.

### Valle del Esgueva en la provincia de Palencia
En la provincia de Palencia: Castrillo de Don Juan.

### Valle del Esgueva en la provincia de Valladolid

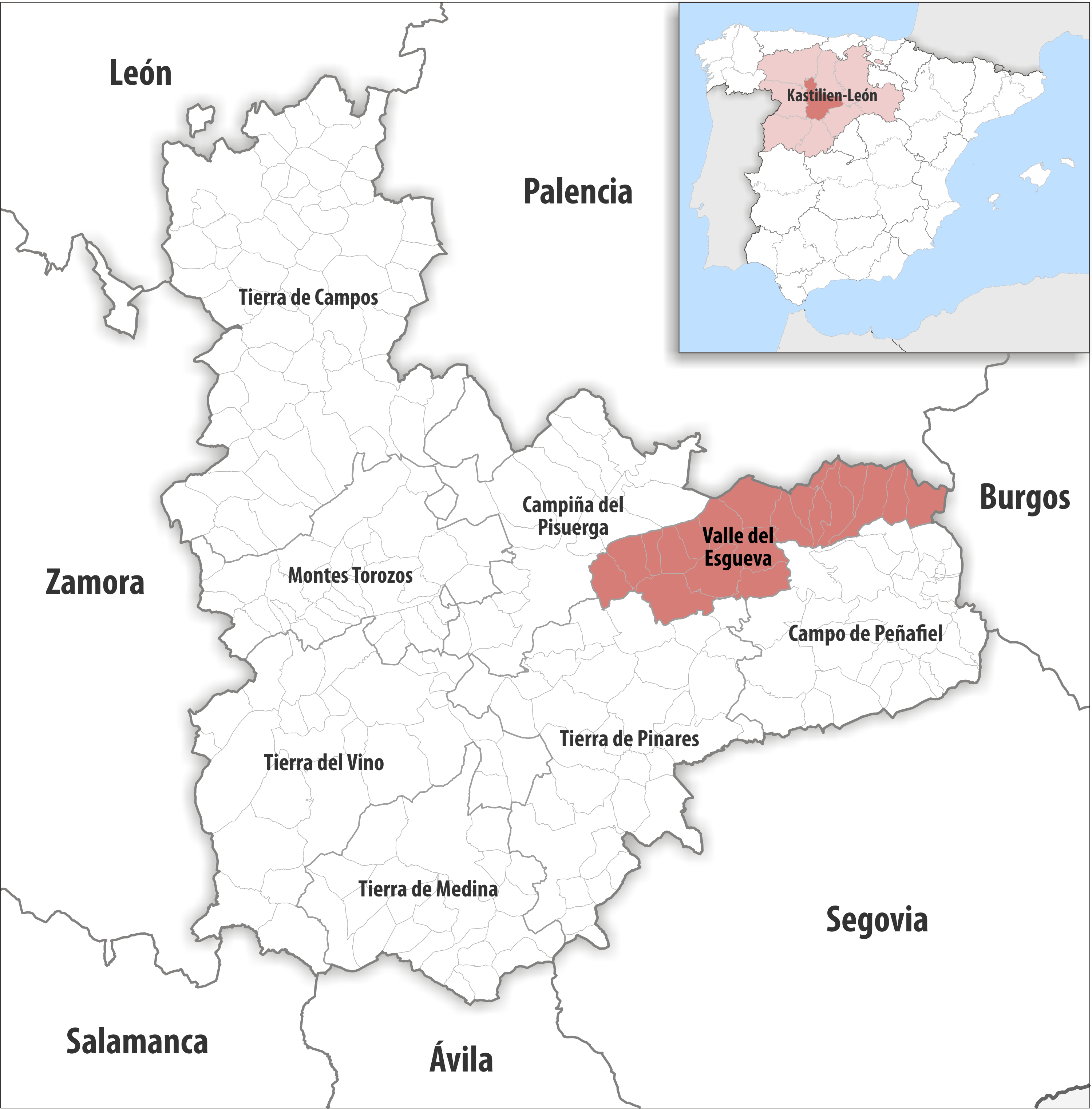
La comarca de la Valle del Esgueva, en la provincia de Valladolid.

En la provincia de Valladolid: Encinas de Esgueva, Canillas de Esgueva, Fombellida, Torre de Esgueva, Castroverde de Cerrato, Villaco de Esgueva, Amusquillo, Villafuerte de Esgueva, Esguevillas de Esgueva, Piña de Esgueva, Villanueva de los Infantes, Olmos de Esgueva, Villarmentero de Esgueva, Castronuevo de Esgueva, Renedo de Esgueva y Valladolid capital. Una subcomarca es Páramos del Esgueva.

#### Subcomarca dePáramos del Esgueva
Páramos del Esgueva es una comarca de la provincia de Valladolid, en la Comunidad de Castilla y León. Río Esgueva marca el territorio de esta comarca. Está formada por los municipios de Amusquillo, Canillas de Esgueva, Castrillo-Tejeriego, Castronuevo de Esgueva, Castroverde de Cerrato, Encinas de Esgueva, Esguevillas de Esgueva, Fombellida, Olivares de Duero, Peñafiel, Olmos de Esgueva, Piña de Esgueva, Renedo de Esgueva, Torre de Esgueva, Tudela de Duero, Villabáñez, Villaco, Villafuerte, Villanueva de los Infantes, Villarmentero de Esgueva, Villavaquerín.

## Economía

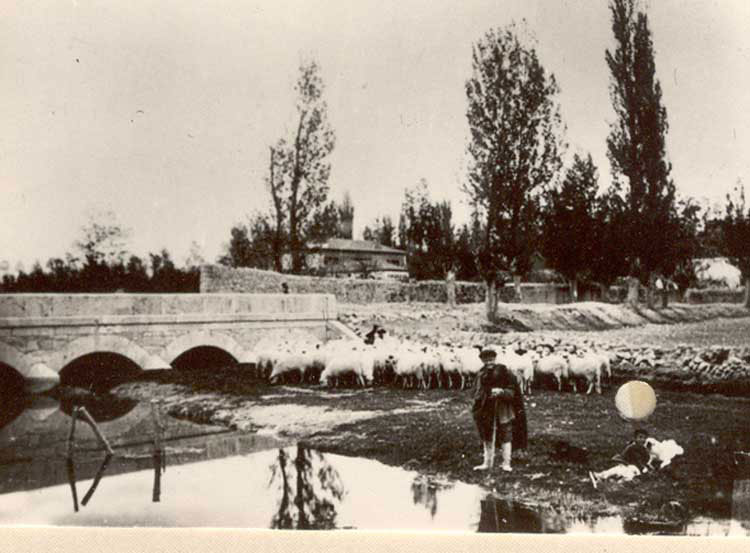
Ganadería en Renedo de Esgueva, primera mitad.

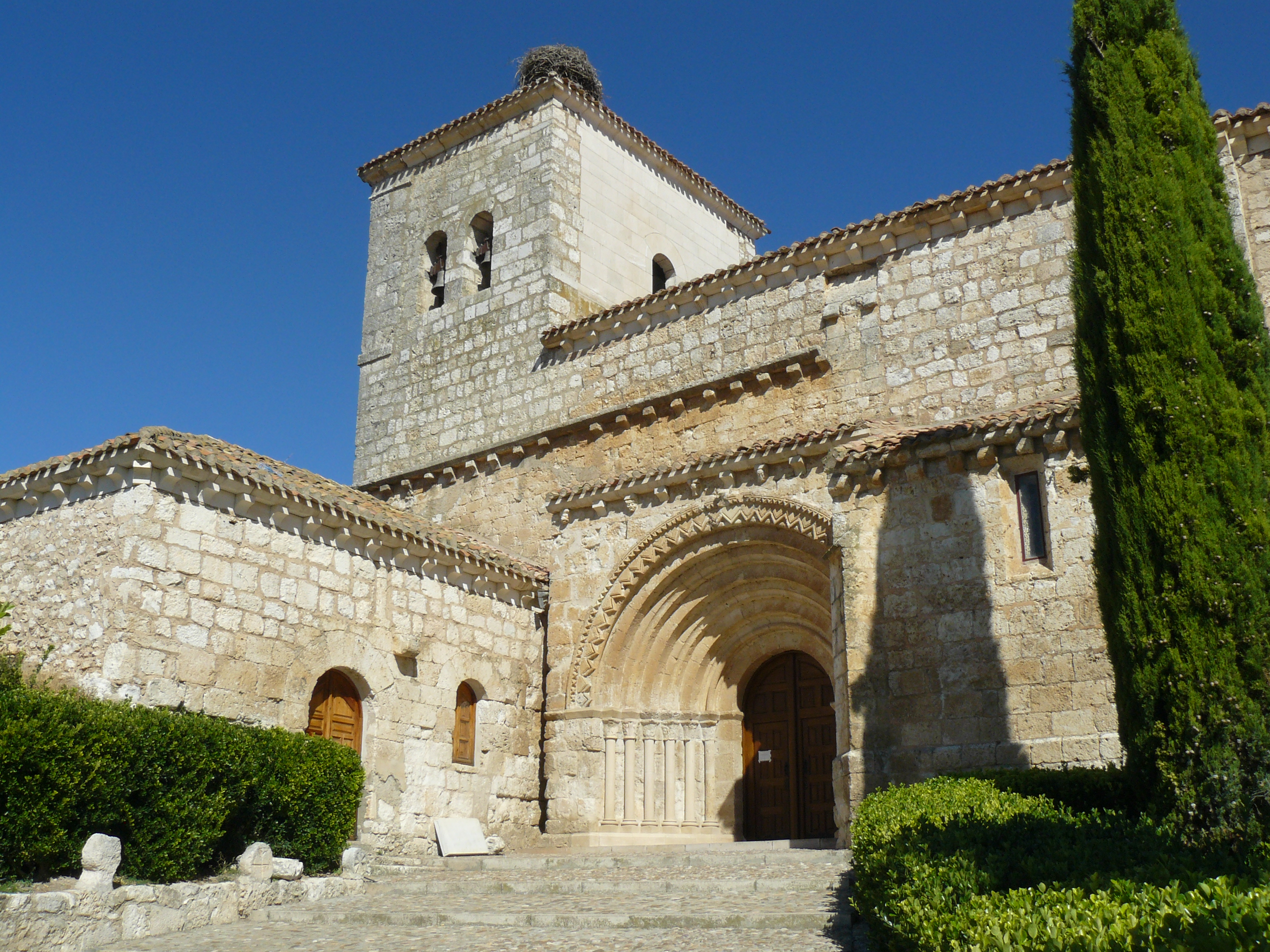
Iglesia de Terradillos de Esgueva (Burgos). Escuela del Esgueva.

- Agricultura: cereales, viñedo y remolachas.
- Ganadería: ovejas
- Vino: varios municipios burgaleses regados por el río Esgueva pertenecen a la Denominación de Origen Ribera del Duero: Terradillos de Esgueva, Villatuelda, Valdeande y Tórtoles de Esgueva. Arco de Santa Clara en Castroverde de Cerrato

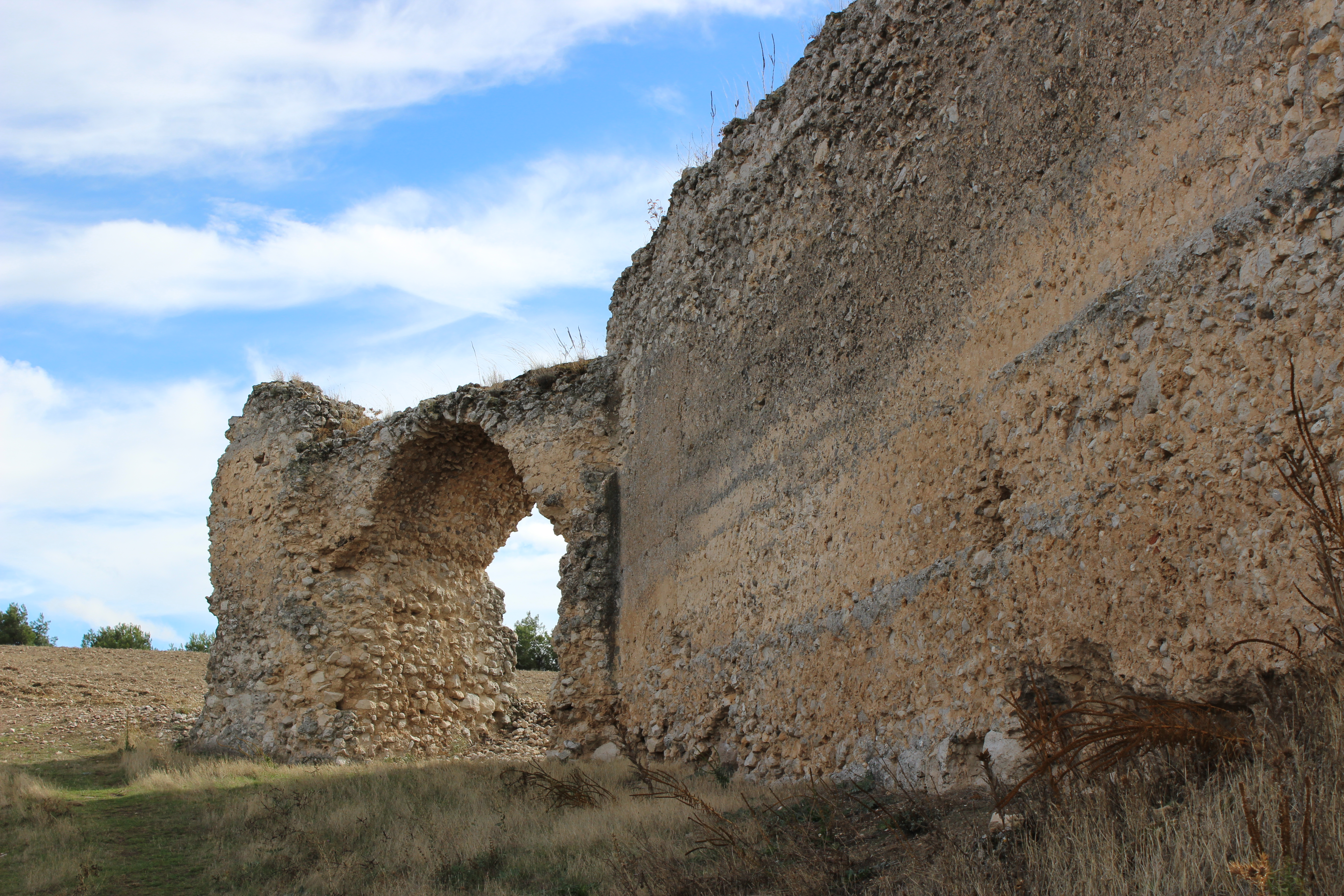
Arco de Santa Clara en Castroverde de Cerrato

- Energías renovables: en varios municipios del valle se han instalado placas solares. Sin embargo, la proliferación de macroproyectos de energías renovables (eólica y fotovoltaica) también ha generado protestas en Renedo de Esgueva.[5][6]

## Monumentos
En la zona burgalesa, encontraremos interesantes muestras de arte románico bajo la denominación de Escuela del Esgueva.
En la zona correspondiente a la provincia de Valladolid, pueden encontrarse monumentos románicos en Villafuerte de Esgueva y en Piña de Esgueva.
- Iglesia de Bahabón de Esgueva
- Iglesia de Cabañes de Esgueva
- Ermita de Santibáñez de Esgueva
- Iglesia de Pinillos de Esgueva - Monumento más representativo de la Escuela del Esgueva
- Iglesia de Terradillos de Esgueva
- Iglesia de Villatuelda - Tardorrománica de transición al gótico
- Iglesia de Torresandino
- Iglesia de Tórtoles de Esgueva
- Encinas de Esgueva
  - Castillo de Encinas de Esgueva  Castillo de Encinas de Esgueva. La fortaleza formó parte también, junto a la de Canillas y Villafuerte, de esa línea defensiva. Ésta de Encinas fue levantada más tarde, en el siglo XIV, por don Diego López de Estúñiga con el fin de establecer un palacio-fortaleza desde el que dominar sus territorios.
  - Iglesia de Encinas de Esgueva es también del siglo XIV o XV. En su interior luce un buen retablo plateresco realizado en el siglo XVI. En las cercanías de la población se localiza el embalse de Encinas, importante enclave natural de especial valor ornitológico.
- Canillas de Esgueva: sobresalen los dos solitarios torreones que en otro tiempo formaron parte del castillo que defendió la población como parte de la línea estratégica levantada a lo largo del valle. Es a finales del siglo IX cuando se inicia el movimiento de expansión del condado de Castilla de la mano del conde Nuño Núñez, quien había creado en este valle una línea defensiva que le sirvió de avanzadilla sobre las posiciones que ya había conquistado en el Valle del Arlanza. La iglesia de la localidad es del siglo XIII y estilo románico, a excepción de la torre.
- Fombellida: conserva dos edificios religiosos: la iglesia de San Antolín, realizada entre los siglos XVI y XVII en estilo gótico tardío; y la Ermita del Santo Cristo, con un interesante retablo en su interior.
- Torre de Esgueva: Iglesia de San Martín de Tours Es el edificio más antiguo del pueblo: siglos XII-XIII la cabecera, y siglos XVII-XVIII la torre o espadaña herreriana de proporciones grandiosas y armónicas; de una sola nave, planta de cruz latina, con dos naves laterales simétricas y un crucero con linterna. Altares, imágenes, vasos y ornamentos sagrados... barrocos, tan abundantes en todas las iglesias españolas; digna de mención es la CRUZ PARROQUIAL, con su castillete y punzón de fábrica; es del siglo XVI, como las de Encinas, Canillas, Fombellida y Villaco. Forman un conjunto orfebre de platería artística, auténticas joyas de arte. Dignas de mención son las CRUCES del CALVARIO procesional que recorría los caminos del Cementerio, del Molino, del Río, y la Subida al pueblo hasta la desaparecida ermita del Cristo del Amparo (hoy en la iglesia). Son cruces monolíticas, de sección hexagonal, de cruz latina las más, y algunas de cruz griega (brazos iguales); llaman la atención, no solo por la perfección de su ejecución, sino también por su presencia continuada a lo largo del recorrido.
- Castroverde de Cerrato conserva, en la parte alta del páramo, restos de un arco perteneciente a la muralla defensiva que cercó la población. Abajo, entre la población, se alza su iglesia parroquial, de estilo neoclásico, finalizada en 1807. La de Torre de Esgueva es del siglo XV y posee un ábside románico.
  - Restos de un castillo, de un castro celta y de una necrópolis romana en Castroverde de Cerrato.
  - Iglesia de Castroverde de Cerrato.
- Villaco de Esgueva: El templo de la localidad es del siglo XVI. En las afueras se localiza la Ermita del Cristo del Humilladero.
- Amusquillo: cuyo topónimo parece hacer referencia al color pardo de la tierra a través del adjetivo musco. El edificio monumental más importante es la iglesia de San Esteban Protomártir, del siglo XIII. Su interior alberga un excelente retablo polícromo que se atribuye, con una alta probabilidad, a Gregorio Fernández.
- Villafuerte de Esgueva: a la sombra de uno de los castillos mejor conservados de la provincia de Valladolid. Se levantó en el siglo XV formando parte de la línea defensiva trazada a lo largo del río. Su primer señor fue García Franco, de ascendencia judía y más tarde converso, quien, además, desempeñaba el cargo de regidor en Valladolid.
  - Castillo de Villafuerte de Esgueva
- Esguevillas de Esgueva sobresale su iglesia de San Torcuato, de los siglos XVI y XVII.
- Piña de Esgueva: La iglesia de Piña está dedicada a Santa María, de estilo románico.
- Villanueva de los Infantes: La iglesia de Santa María la Mayor, construcción románica del siglo XII, luce en su ábside pinturas murales recientemente descubiertas al eliminar la capa de yeso que las cubría, en las que puede verse la representación de la Última Cena. El edificio del Ayuntamiento es del siglo XIX.
- Olmos de Esgueva Su iglesia de San Pedro fue realizada en el siglo XVI. El retablo está dedicado a San Isidro.
- Villarmentero de Esgueva Iglesia dedicada a Santa Juliana, es una construcción mudéjar realizada en el siglo XIII con ladrillo y mampostería. Su interior alberga piezas de cierto valor, como un retablo realizado en el siglo XIV por el imaginero Manzanillo; dos grandes pinturas murales sobre San Cristóbal; unas tallas góticomudéjares o la peculiar policromía de los canecillos que soportan el coro a los pies del templo.
- Castronuevo de Esgueva: Puente romano que salva ambas orillas es un testimonio del poblamiento antiguo que tuvo el valle. El propio topónimo de la localidad refiere un posible castro anterior al que sucedería otro -un castronuevo- del que procedería la población actual.De ella sobresale el Templo de Santa María (siglos XV al XVII). La nave principal se cubre con una bóveda de cañón mientras que las laterales lo hacen con bóveda de arista. La capilla Mayor luce una bóveda del siglo XV.
- Renedo de Esgueva: Iglesia de la Purísima Concepción. Una de las partes con mayor valor artístico es la propia portada del templo, coronada por una magnífica Inmaculada atribuida a Pedro Sierra.

## Embalses

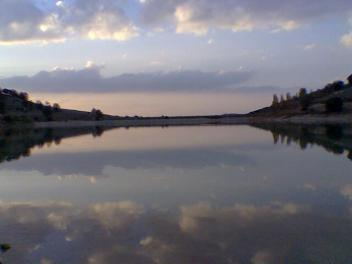
Embalse de Encinas de Esgueva

- Embalse de Encinas de Esgueva

- Embalse de Tórtoles de Esgueva

## Flora y fauna en la comarca Valle del Esgueva y subcomarca Páramos del Esgueva
- Flora y vegetación en esta zona 
  - Agrícola y prados artificiales (Agrícola y prados artificiales)
  - Cultivo con arbolado disperso (Cultivo con arbolado disperso)
  - Pinares de pino carrasco (Bosque)
  - Matorral (Matorral)
  - Encinares (A.F.M. (Bosquetes))
  - Quejigares (A.F.M. (Bosquetes))
  - Pastizal Matorral (Pastizal Matorral)
  - Pinares de pino carrasco (Bosque Plantación)
  - Arbolado disperso coníferas y frondosas (Bosque)
  - Artificial (Artificial)
  - Pinares de pino piñonero (Bosque Plantación)
  - Mezclas de coníferas autóctonas con alóctonas (Bosque)
  - Prado (Prado)
  - Arbolado disperso de coníferas (Bosque Plantación)
  - Infraestructuras de conducción (Infraestructuras de conducción)
  - Choperas y plataneras de producción (A.F.M. (Riberas))
  - Acacia
  - Álamo, chopo (Populus)
  - Carrasca (Ilex aquifolium, Quercus coccifera, Quercus faginea, Quercus ilex)
  - Enebro (Juniperus communis)
  - Mocha, salguero o sauce blanco (Salix alba)
  - Olmo (Ulmus)
  - Roble (Quercus pyrenaica)
- Fauna en esta zona 
  - Anfibios
    - rana común rana común (Pelophylax perezi),
    - rana común (Rana perezi)
    - zampoño, sapo zampoño (sapo partero común) (Alytes obstetricans)
    - sapillo moteado común (Pelodytes punctatus)
    - sapillo pintojo ibérico (Discoglossus galganoi)

  - Aves
    - abejaruco europeo (Merops apiaster)
    - abubilla abubilla (Upupa epops)
    - agateador común (Certhia brachydactyla)
    - alcaraván común (Burhinus oedicnemus)
    - alcaudón común (Lanius senator)
    - alcotán europeo (Falco subbuteo)
    - alondra común (Alauda arvensis),
    - alondra totovía (Lullula arborea)
    - ánade real (azulón)
    - ánade real (azulón) (Anas platyrhynchos)
    - autillo europeo (Otus scops)
    - avión común (Delichon urbicum)
    - azor común (Accipiter gentilis)
    - bisbita arbóreo (Anthus trivialis),
    - bisbita campestre (Anthus campestris)
    - búho chico (Asio otus)
    - busardo ratonero (ratonero común) (Buteo buteo)
    - calandria común (Melanocorypha calandra)
    - carbonero común (Parus major)
    - carricero común (Acrocephalus scirpaceus),
    - carricero tordal (Acrocephalus arundinaceus)
    - cernícalo vulgar (Falco tinnunculus)
    - chochín (Troglodytes troglodytes)
    - chotacabras pardo (Caprimulgus ruficollis)
    - codorniz común (Coturnix coturnix)
    - cogujada común (Galerida cristata),
    - cogujada montesina (Galerida theklae)
    - colirrojo tizón (Phoenicurus ochruros)
    - collalba gris (Oenanthe oenanthe)
    - collalba rubia (Oenanthe hispanica)
    - corneja negra (Corvus corone)
    - críalo europeo (Clamator glandarius)
    - cuco común (Cuculus canorus)
    - cuervo (Corvus corax)
    - curruca capirotada (Sylvia atricapilla),
    - curruca carrasqueña (Sylvia cantillans),
    - curruca mosquitera (Sylvia borin),
    - curruca rabilarga (Sylvia undata),
    - curruca tomillera (Sylvia conspicillata),
    - curruca zarcera (Sylvia communis)
    - escribano hortelano (Emberiza hortulana),
    - escribano montesino (Emberiza cia),
    - escribano soteño  (Emberiza cirlus)
    - estornino negro (Sturnus unicolor)
    - focha común (Fulica atra)
    - gallineta común (polla de agua, pollona negra, gal gallineta común (polla de agua, pollona negra) (Gallinula chloropus)
    - golondrina común (Hirundo rustica)
    - gorrión chillón (Petronia petronia),
    - gorrión común (Passer domesticus),
    - gorrión molinero (Passer montanus)
    - grajilla occidental (Corvus monedula)
    - herrerillo común (Parus caeruleus)
    - jilguero (Carduelis carduelis)
    - lavandera blanca (aguzanieves) (Motacilla alba),
    - lavandera boyera (Motacilla flava)
    - lechuza común (Tyto alba)
    - buitre leonado (Gyps fulvus)
    - mirlo común (Turdus merula)
    - mochuelo común (Athene noctua)
    - mosquitero papialbo (Phylloscopus bonelli)
    - oropéndola europea u oriol oropéndola europea (Oriolus oriolus)
    - pájaro moscón europeo (Remiz pendulinus)
    - paloma doméstica (Columba domestica),
    - paloma doméstica (Columba livia/domestica),
    - paloma torcaz (Columba palumbus),
    - paloma zurita (Columba oenas)
    - pardillo común (Carduelis cannabina)
    - perdiz roja (Alectoris rufa)
    - petirrojo europeo (Erithacus rubecula)
    - pico picapinos (Dendrocopos major)
    - pinzón vulgar (Fringilla coelebs)
    - pito real (Picus viridis)
    - ruiseñor bastardo (Cettia cetti),
    - ruiseñor común (Luscinia megarhynchos)
    - tarabilla común (Saxicola torquatus)
    - terrera común (Calandrella brachydactyla)
    - tórtola europea (Streptopelia turtur)
    - triguero (Emberiza calandra)
    - urraca (Pica pica)
    - vencejo común (Apus apus)
    - verdecillo (Serinus serinus)
    - verderón europeo (Carduelis chloris)
    - zarcero común (Hippolais polyglotta)
    - tordo, zorzal común (Turdus philomelos)
    - tordo, zorzal charlo (Turdus viscivorus)

  - Mamíferos
    - conejo común (Oryctolagus cuniculus),
    - liebre ibérica (Lepus granatensis)
    - corzo (Capreolus capreolus)
    - erizo común (Erinaceus europaeus)
    - zorro (Vulpes vulpes)
    - jabalí (Sus scrofa)
    - lirón careto (Eliomys quercinus)
    - lobo (Canis lupus)
    - murciélago orejudo dorado (Plecotus auritus)
    - musaraña gris (Crocidura russula)
    - comadreja común (Mustela nivalis),
    - visón americano (Neovison vison)
    - nutria europea (Lutra ultra)
    - rata común (Rattus norvegicus),
    - rata de agua (Arvicola sapidus),
    - rata negra (Rattus rattus),
    - ratón casero (Mus musculus),
    - ratón de campo (Apodemus sylvaticus),
    - ratón moruno (Mus spretus)
    - tejón común (Meles meles)
    - topillo campesino (Microtus arvalis),
    - topillo lusitano (Microtus lusitanicus),
    - topillo mediterráneo (Microtus duodecimcostatus)

  - Crustáceo decápodo
    - cangrejo americano, cangrejo de río americano o cangrejo rojo americano (Procambarus clarkii)
    - cangrejo señal o cangrejo del Pacífico (Pacifastacus leniusculus)
    - cangrejo de río europeo o cangrejo de patas blancas o cangrejo autóctono de la península ibérica (Austropotamobius pallipes) (casi-totalmente extinto en libertad)

  - Peces continentales
    - barbo común (Barbus bocagei)
    - bermejuela (Chondrostoma arcasii)
    - boga del Duero (Chondrostoma duriense)

  - Reptiles
    - culebra viperina (Natrix maura)
    - lagartija ibérica  (Podarcis hispanica)

## Comunicaciones
- En la provincia de Burgos: carretera BU-113 y carretera CL-619; cruzan el valle las carreteras N-I, BU-110, BU-P-1131 y BU-V-1134
- En la provincia de Palencia: carretera CL-619
- En la provincia de Valladolid: carreteras VA-100 y VA-140
- Ferrocarril directo Madrid-Burgos
- Aeropuertos cercanos: Aeropuerto de Burgos y Aeropuerto de Valladolid